# Pseudoliomera variolosa
Pseudoliomera variolosa is een krabbensoort uit de familie van de Xanthidae. De wetenschappelijke naam van de soort is voor het eerst geldig gepubliceerd in 1902 door Borradaile.